# Toyota Allion
Toyota Allion и аналогичный Toyota Premio — седаны, производящиеся в Японии с 2001 года Toyota. Седаны по своим габаритам и объему двигателей в Японии считаются как компактные автомобили.
Оба автомобиля Premio и Allion появились на рынке одновременно. Premio выше классом, нежели Allion, который имеет более спортивный характер. Название «Allion» основано на фразе «все-в-одном» (англ. all-in-one). С точки зрения класса, Allion и Premio используются как альтернатива Toyota Camry.

## Первое поколение

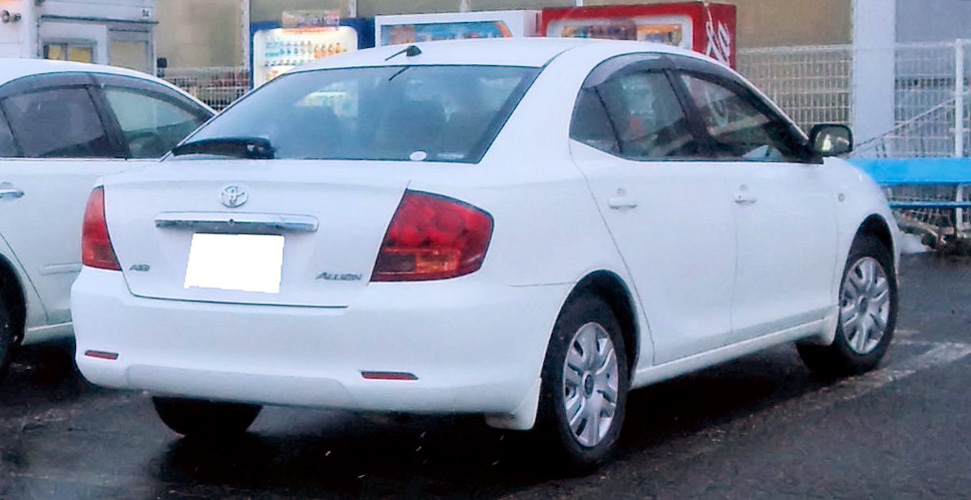
Модель Toyota Allion (2001—2004)

Первое поколение Allion и Premio (T240; 2001—2007) было запущено 25 декабря 2001 года. Allion заменил Toyota Carina, модель которой впервые появилась в 1970 году. Premio является преемником Toyota Corona и Corona Premio.
Allion акцентирован в сторону более молодых покупателей, в сравнении с седаном Premio. Premio и Allion имеют одни и те же двигатели и интерьер. Allion имеет более спортивный вид, специально разработанный и продаваемый Toyota. Allion также имеет задние сидения с изменением наклона (аналогичные передним сидениям). Allion продолжает линию автомобилей Toyota, сделанных для использования в такси, автошколах и правоохранительных службах.
20 декабря 2004 года, Allion получил легкий рестайлинг в виде задних LED-светодиодных фонарей, немного изменённой головной оптики и переднего бампера. Premio так же обновился в это время. Обе машины были доступны с тремя двигателями: 1,5, 1,8 и 2,0-литровыми. 2,0-литровая модель получила коробку-вариатор; другие двигатели были оснащены 4-ступенчатой автоматической коробкой передач.

## Второе поколение

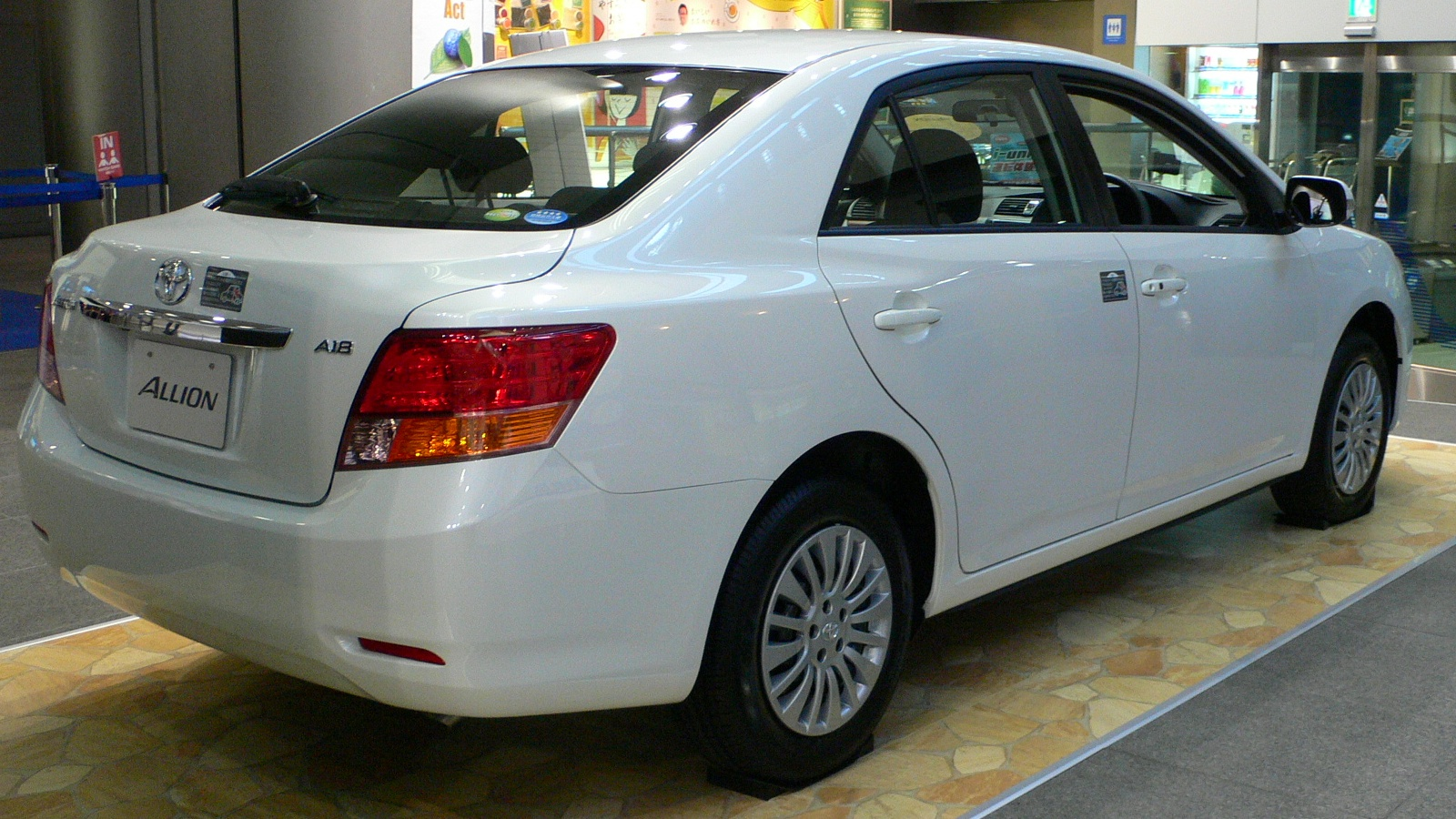
Модель Toyota Allion (2007—2010)

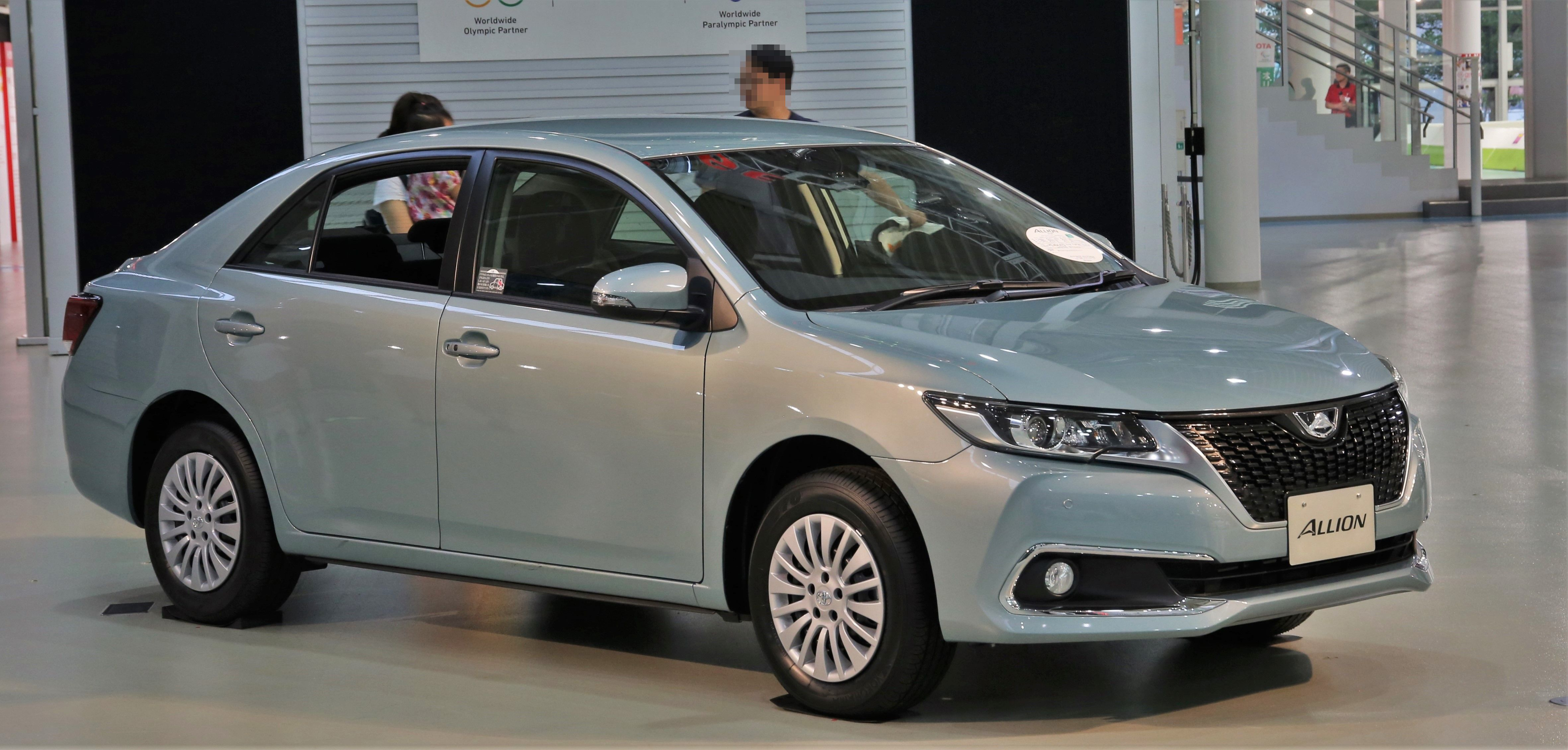
Модель Toyota Allion 2017 года

Второе поколение Allion и Premio (T260; 2007—2021) было представлено 4 июня 2007 года и пережило 2 фейслифта. 
В сравнении с первым поколением у версии 2007 года был изменён внешний вид, появилась полноприводная версия, машина оснащалась 1,8-литровым двигателем 2ZR-FE с непосредственным впрыском. Эти автомобили по-прежнему находились между Corolla и Camry.
Цифры расхода топлива для моделей с двигателем 1,5 л снизились до 18 км/л (или 5,6 л на 100 км), а модели 1,8 л до 17 км/л (5,9 л), в настоящее время оба двигателя оснащены CVT коробкой передач. Со 2 октября 2009 года, расход топлива для моделей 1,5 л был снижен до 18,6 км/л (5,4 л), посредством совершенствования системы управления двигателем.
Allion получил рестайлинг в 2010 году с более агрессивным и резким видом головной оптики с двумя светодиодными фарами. В апреле 2010, заменен 1,8-литровый двигатель с 2ZR-FE на 2ZR-FAE, имеющим расход 18,6 км/л. В июне 2010 года, топливный расход моделей с 1,5-литровыми двигателями стал 20,0 км/л (5 л на 100 км), с доработкой двигателя и трансмиссии.
Второй рестайлинг модель пережила в 2016 году.